# Loiu
Loiu és un municipi de la província de Biscaia, País Basc, pertanyent a la comarca de Gran Bilbao. En el seu territori es troba la major part de l'aeroport de Bilbao.